# ونسبوری
شهر ونسبوری (به سوئدی: Vänersborg) در بخش ونسبوری در کشور سوئد واقع شده‌است. جمعیت این شهر ۱۸۷۲٫۹۷ نفر است.